# Vincetoxicum versicolor
Vincetoxicum versicolor är en oleanderväxtart som först beskrevs av Aleksandr Andrejevitj Bunge, och fick sitt nu gällande namn av Decaisne. Vincetoxicum versicolor ingår i släktet tulkörter, och familjen oleanderväxter. Inga underarter finns listade i Catalogue of Life.